# VUC Aarhus
 Der er for få eller ingen kildehenvisninger i denne artikel, hvilket er et problem. Du kan hjælpe ved at angive troværdige kilder til de påstande, som fremføres i artiklen.

Aarhus HF & VUC er et voksenuddannelsescenter på Frederiksbjerg i det centrale Aarhus.
Skolen leverer et bredt udbud af fag, uddannelser og tilrettelæggelser. Den tilbyder enkeltfag og uddannelser, og der er mulighed for undervisning både dag og aften på såvel halvårs- som helårshold. Mange fag kan også tages som fjernundervisning via nettet, og skolen har en lang række forløb og fagpakker særligt tilpasset kursisternes behov. Centret tilbyder undervisning inden for disse områder:
- Almen Voksenuddannelse
- Højere Forberedelse
- Gymnasial Supplering
- Ordblindeundervisning
- Forberedende Voksenuddannelse

Den samlede aktivitet på Aarhus HF & VUC beskæftigede i 2020 ca. 270 medarbejdere. Kursisttal samme år er opgjort på to måder, hhv. ca. 6.000 CPR-kursister (det samlede antal studerende) og ca. 2.000 helårskursister (antal fuldtidsstuderende. I runde tal studerer 75 pct. af skolens kursister på det gymnasiale område (HF og GSK) og 25 pct. på AVU, heraf ca. 1 pct. på OBU og FVU.

## Historie
Aarhus HF & VUC har haft aktiviteter siden 1958, hvor Folketinget vedtog en ny skolelov, der gjorde det muligt at oprette eksamensklasser for voksne om aftenen. En sådan kompetencegivende voksenundervisning blev iværksat under navnet Århus Forberedelseskursus på Ingerslevs Boulevard Skole fra skoleårets start i 1958.
Undervisningen på Århus Forberedelseskursus var i perioden 1958-1976 på folkeskoleniveau. Såkaldt Teknisk Forberedelseseksamen svarede til 9. klasse, og såkaldt Udvidet Teknisk Forberedelseseksamen svarede til 10. klasse. Fra 1971 tilbydes der imidlertid også HF-undervisning som et led i en national forsøgsordning. Et tilbud som hurtigt voksede i omfang.
I august måned 1971 etableredes det senere Århus Forberedelseskursus Nord med lokaler på Aarhus Tekniske Skole i Nørre Allé.

### Voksenuddannelse under Århus Amt
I perioden 1958-1978 fungerede skolen under frie rammer, men med Aarhus Kommune stærkt inde i billedet. Aarhus Amt blev imidlertid etableret ved Kommunalreformen i 1970, og langsomt op gennem 1970’erne begynder amtet at regulere dele af uddannelsesområdet. I 1978 kommer Århus Forberedelseskursus ind under amtet.
Ved amternes overtagelse af området i 1978 blev kun to skoler videreført som voksenuddannelsesskoler, nemlig Århus Forberedelseskursus Syd på Ingerslevs Boulevard og Århus Forberedelseskursus Nord i Nørre Allé.

### Selveje
Pga. besparelser beslutter Aarhus Amt i 1984 at sammenlægge de to voksenuddannelsesskoler i Aarhus til én samlet institution, som kom til at hedde Århus Enkeltfagskursus. Allerede i 1985 får Århus Enkeltfagskursus nyt navn, nemlig VUC Århus.
VUC Århus hører under Aarhus Amt frem til 1. januar 2007, hvor uddannelsescentret som et led i Kommunalreformen i 2007 bliver en selvejende institution under staten. Skolen ledes nu af en bestyrelse. Kommunalreformen betyder også, at VUC Århus fra 2007 på vegne af staten får det overordnede ansvar for Forberedende Voksenundervisning (FVU) og ordblindeundervisning (OBU) i Århus og skal kontrahere med skoler i området, der er i stand til at gennemføre undervisningen på disse områder. Samtidig bliver VUC på Samsø en afdeling under VUC Århus.
I januar 2011 skifter Aarhus Kommune bolle-å’et ud med dobbelt-a. Samme år følger VUC Aarhus trop og siger dermed farvel til Å’et.

### Samling
Ved overgangen til selvejet i 2007 har VUC Århus undervisning hele tre steder i aarhusbydelen Frederiksbjerg, nemlig Ingerslevs Boulevard 3, dele af bygningskomplekset Sankt Joseph (SJ) på Bülowsgade 68 samt undervisningslokaler på Sankt Pauls Gade 25.
Pga. voldsom stigning i antallet af kursister udvider VUC Århus i de kommende år. I 2011 overtager skolen således hele bygningskomplekset Sankt Joseph (SJ). Fra 2011-2015 består VUC Aarhus af to næsten lige store undervisningsafdelinger på Ingerslevs Boulevard 3 (IBS) og Bülowsgade 68 (SJ) og dertil med satellitter på Sankt Pauls Gade 25 (SP), Kystvejen 17 (K) og Dalgas Avenue 6 (Bygning F).
Da Ingeniørhøjskolen i 2014 flytter ned til Navitas ved havnen, får VUC Aarhus mulighed for at overtage deres bygninger på Dalgas Avenue 2 blot 200 meter fra Ingerslevs Boulevard Skole, hvor det hele startede i 1958. Således slog VUC Aarhus den 17. august 2015 dørene op for kursusstart på Dalgas Avenue 2 for første gang nogensinde på én samlet adresse.
I 2017 skifter skolen navn til Aarhus HF & VUC og lægger sig dermed opad landsdækkende tendens i VUC-sektoren, hvor man med tilføjelsen af "HF" i navnet understreger, at den 2-årige HF er blevet en del af uddannelsestilbuddet.
56°06′21″N 10°06′53″Ø / 56.1059°N 10.1146°Ø